# Vrbov
Vrbov (in ungherese Ménhárd, in tedesco Menhardsdorf, in polacco Wierzbów, in latino Menhardi Villa) è un comune della Slovacchia facente parte del distretto di Kežmarok, nella regione di Prešov.